# Bucuie
Bucuie (in sloveno Bukovje) è un insediamento del comune di Postumia.
Fino al 1947 era un comune autonomo della provincia di Trieste, comprendente anche il noto castel Lueghi; il censimento etnico condotto dal Regno d'Italia nel 1921 mostrava che nell'allora comune di Bucuie vi fossero 598 abitanti, di cui 572 slavi, e 26 denotati come "altri". Con l'annessione alla Jugoslavia venne annesso al comune di Postumia.